# Pallacanestro ai Giochi della XIX Olimpiade
Il torneo di pallacanestro ai Giochi della XIX Olimpiade si disputò a Città del Messico dal 13 al 25 ottobre 1968, e vide la vittoria degli Stati Uniti.
La vittoria degli Stati Uniti, che si aggiudicarono la finale per 65-50 contro la Jugoslavia, fu l'ultima di una striscia di 7 ori olimpici consecutivi conquistati dalla nazionale statunitense.

## Sedi delle partite
| Fase          | Città             | Impianto                |
| ------------- | ----------------- | ----------------------- |
| Intero torneo | Città del Messico | Palacio de los Deportes |

## Squadre partecipanti
Al torneo fu iscritta di diritto il Messico in quanto paese ospitante; ebbero il posto garantito anche le prime 5 classificate alle Olimpiadi 1964. Cuba e Panama conquistarono la qualificazione grazie al piazzamento ai V Giochi panamericani, rispettivamente al 3º e 4º posto ma alle spalle di Stati Uniti e Messico già qualificate.
Anche Filippine e Corea del Sud (prime due classificate al Campionato asiatico maschile di pallacanestro 1967) oltre a Senegal e Marocco (ai primi due posti dei FIBA AfroBasket 1968) ebbero il posto garantito.
I restanti 4 posti furono assegnati tramite il Torneo Pre-Olimpico e il Torneo Europeo di Qualificazione, disputati rispettivamente a Monterrey (27 settembre - 4 ottobre 1968) e Sofia (25 maggio - 3 giugno 1968).
Paese ospitante
- Messico

Prime 5 alle Olimpiadi 1964
- Stati Uniti
- Unione Sovietica
- Brasile
- Porto Rico
- Italia

Ammesse tramite i V Giochi panamericani
- Cuba
- Panama

Ammesse tramite i Campionati asiatici 1967
- Filippine
- Corea del Sud

Ammesse tramite i Campionati Africani 1968
- Senegal
- Marocco

Ammesse tramite il Torneo pre-olimpico
- Polonia
- Spagna

Ammesse tramite il Torneo europeo di qualificazione
- Bulgaria
- Jugoslavia

## Risultati

### Prima fase
Nella prima fase furono organizzati 2 gironi da 8 squadre ciascuno. Le prime 2 classificate ebbero accesso alle semifinali; le altre, a seconda della posizione, disputarono gli incontri validi per i piazzamenti dal 5º al 16º posto.

#### Gruppo A
| Team           | Pt | V - P | Pf - Ps   |
| -------------- | -- | ----- | --------- |
| 1. Stati Uniti | 14 | 7 - 0 | 599 - 392 |
| 2. Jugoslavia  | 13 | 6 - 1 | 592 - 511 |
| 3. Italia      | 12 | 5 - 2 | 562 - 539 |
| 4. Spagna      | 11 | 4 - 3 | 557 - 548 |
| 5. Porto Rico  | 10 | 3 - 4 | 493 - 468 |
| 6. Panama      | 9  | 2 - 5 | 572 - 624 |
| 7. Filippine   | 8  | 1 - 6 | 525 - 636 |
| 8. Senegal     | 7  | 0 - 7 | 383 - 565 |

1ª giornata
| Città del Messico 13 ottobre 1968, ore 13:30 | Stati Uniti | 81 – 46 (39-16) referto | Spagna | Palacio de los Deportes |

| Città del Messico 13 ottobre 1968, ore 13:30 | Italia | 91 – 66 (35-39) referto | Filippine | Palacio de los Deportes |

| Città del Messico 13 ottobre 1968, ore 17:00 | Porto Rico | 69 – 26 (31-18) referto | Senegal | Palacio de los Deportes |

| Città del Messico 13 ottobre 1968, ore 21:30 | Jugoslavia | 96 – 85 (51-45) referto | Filippine | Palacio de los Deportes |

2ª giornata
| Città del Messico 14 ottobre 1968, ore 9:00 | Stati Uniti | 93 – 36 (44-15) referto | Senegal | Palacio de los Deportes |

| Città del Messico 14 ottobre 1968, ore 17:00 | Spagna | 108 – 79 (46-34) referto | Filippine | Palacio de los Deportes |

| Città del Messico 14 ottobre 1968, ore 18:30 | Porto Rico | 72 – 93 (32-41) referto | Jugoslavia | Palacio de los Deportes |

| Città del Messico 14 ottobre 1968, ore 20:00 | Italia | 94 – 87 (49-42) referto | Panama | Palacio de los Deportes |

3ª giornata
| Città del Messico 15 ottobre 1968, ore 10:30 | Senegal | 65 – 84 (33-40) referto | Jugoslavia | Palacio de los Deportes |

| Città del Messico 15 ottobre 1968, ore 12:00 | Spagna | 88 – 82 (37-45) referto | Panama | Palacio de los Deportes |

| Città del Messico 15 ottobre 1968, ore 17:00 | Stati Uniti | 96 – 75 (48-26) referto | Filippine | Palacio de los Deportes |

| Città del Messico 15 ottobre 1968, ore 18:30 | Porto Rico | 65 – 68 (33-30) referto | Italia | Palacio de los Deportes |

4ª giornata
| Città del Messico 16 ottobre 1968, ore 9:00 | Filippine | 92 – 95 (48-38) referto | Panama | Palacio de los Deportes |

| Città del Messico 16 ottobre 1968, ore 10:30 | Spagna | 86 – 62 (40-23) referto | Porto Rico | Palacio de los Deportes |

| Città del Messico 16 ottobre 1968, ore 13:30 | Senegal | 55 – 81 (24-41) referto | Italia | Palacio de los Deportes |

| Città del Messico 16 ottobre 1968, ore 21:30 | Stati Uniti | 73 – 58 (36-28) referto | Jugoslavia | Palacio de los Deportes |

5ª giornata
| Città del Messico 18 ottobre 1968, ore 10:30 | Stati Uniti | 95 – 60 (51-33) referto | Panama | Palacio de los Deportes |

| Città del Messico 18 ottobre 1968, ore 12:00 | Senegal | 54 – 64 (24-30) referto | Spagna | Palacio de los Deportes |

| Città del Messico 18 ottobre 1968, ore 20:00 | Filippine | 65 – 89 (33-45) referto | Porto Rico | Palacio de los Deportes |

| Città del Messico 18 ottobre 1968, ore 21:30 | Italia | 69 – 80 (d.1t.s.) (29-29, 65-65) referto | Jugoslavia | Palacio de los Deportes |

6ª giornata
| Città del Messico 19 ottobre 1968, ore 13:30 | Panama | 69 – 80 (36-42) referto | Porto Rico | Palacio de los Deportes |

| Città del Messico 19 ottobre 1968, ore 12:00 | Filippine | 80 – 68 (33-29) referto | Senegal | Palacio de los Deportes |

| Città del Messico 19 ottobre 1968, ore 18:30 | Jugoslavia | 92 – 79 (52-35) referto | Spagna | Palacio de los Deportes |

| Città del Messico 19 ottobre 1968, ore 20:00 | Stati Uniti | 100 – 61 (48-27) referto | Italia | Palacio de los Deportes |

7ª giornata
| Città del Messico 20 ottobre 1968, ore 9:00 | Panama | 94 – 79 (48-29) referto | Senegal | Palacio de los Deportes |

| Città del Messico 20 ottobre 1968, ore 13:30 | Italia | 98 – 86 (53-40) referto | Spagna | Palacio de los Deportes |

| Città del Messico 20 ottobre 1968, ore 17:00 | Jugoslavia | 89 – 68 (46-30) referto | Filippine | Palacio de los Deportes |

| Città del Messico 20 ottobre 1968, ore 20:00 | Stati Uniti | 61 – 56 (30-29) referto | Porto Rico | Palacio de los Deportes |

#### Gruppo B
| Team                | Pt | V - P | Pf - Ps   |
| ------------------- | -- | ----- | --------- |
| 1. Unione Sovietica | 14 | 7 - 0 | 642 - 408 |
| 2. Brasile          | 13 | 6 - 1 | 561 - 418 |
| 3. Messico          | 12 | 5 - 2 | 493 - 443 |
| 4. Polonia          | 11 | 4 - 3 | 473 - 504 |
| 5. Bulgaria         | 10 | 3 - 4 | 456 - 478 |
| 6. Cuba             | 9  | 2 - 5 | 514 - 532 |
| 7. Corea del Sud    | 8  | 1 - 6 | 453 - 530 |
| 8. Marocco          | 7  | 0 - 7 | 355 - 634 |

1ª giornata
| Città del Messico 13 ottobre 1968, ore 9:00 | Brasile | 98 – 52 (48-17) referto | Marocco | Palacio de los Deportes |

| Città del Messico 13 ottobre 1968, ore 12:00 | Unione Sovietica | 91 – 50 (47-30) referto | Polonia | Palacio de los Deportes |

| Città del Messico 13 ottobre 1968, ore 18:30 | Messico | 75 – 62 (39-27) referto | Corea del Sud | Palacio de los Deportes |

| Città del Messico 13 ottobre 1968, ore 20:00 | Cuba | 61 – 70 (27-19) referto | Bulgaria | Palacio de los Deportes |

2ª giornata
| Città del Messico 14 ottobre 1968, ore 10:30 | Unione Sovietica | 123 – 51 (51-30) referto | Marocco | Palacio de los Deportes |

| Città del Messico 14 ottobre 1968, ore 12:00 | Polonia | 77 – 67 (38-27) referto | Corea del Sud | Palacio de los Deportes |

| Città del Messico 14 ottobre 1968, ore 13:30 | Brasile | 75 – 59 (42-29) referto | Bulgaria | Palacio de los Deportes |

| Città del Messico 14 ottobre 1968, ore 21:30 | Messico | 76 – 75 (35-29) referto | Cuba | Palacio de los Deportes |

3ª giornata
| Città del Messico 15 ottobre 1968, ore 9:00 | Marocco | 59 – 77 (25-35) referto | Bulgaria | Palacio de los Deportes |

| Città del Messico 15 ottobre 1968, ore 13:30 | Polonia | 78 – 75 (36-41) referto | Cuba | Palacio de los Deportes |

| Città del Messico 15 ottobre 1968, ore 20:00 | Unione Sovietica | 89 – 58 (44-34) referto | Corea del Sud | Palacio de los Deportes |

| Città del Messico 15 ottobre 1968, ore 21:30 | Messico | 53 – 60 (29-30) referto | Brasile | Palacio de los Deportes |

4ª giornata
| Città del Messico 16 ottobre 1968, ore 12:00 | Unione Sovietica | 81 – 56 (40-23) referto | Bulgaria | Palacio de los Deportes |

| Città del Messico 16 ottobre 1968, ore 17:00 | Marocco | 38 – 86 (15-42) referto | Messico | Palacio de los Deportes |

| Città del Messico 16 ottobre 1968, ore 18:30 | Polonia | 51 – 88 (26-35) referto | Brasile | Palacio de los Deportes |

| Città del Messico 16 ottobre 1968, ore 20:00 | Corea del Sud | 71 – 80 (29-34) referto | Cuba | Palacio de los Deportes |

5ª giornata
| Città del Messico 18 ottobre 1968, ore 9:00 | Marocco | 48 – 85 (25-46) referto | Polonia | Palacio de los Deportes |

| Città del Messico 18 ottobre 1968, ore 13:30 | Unione Sovietica | 100 – 66 (52-35) referto | Cuba | Palacio de los Deportes |

| Città del Messico 18 ottobre 1968, ore 17:00 | Corea del Sud | 59 – 91 (32-42) referto | Brasile | Palacio de los Deportes |

| Città del Messico 18 ottobre 1968, ore 18:30 | Messico | 73 – 63 (33-36) referto | Bulgaria | Palacio de los Deportes |

6ª giornata
| Città del Messico 19 ottobre 1968, ore 9:00 | Marocco | 54 – 76 (17-38) referto | Corea del Sud | Palacio de los Deportes |

| Città del Messico 19 ottobre 1968, ore 10:30 | Bulgaria | 67 – 69 (34-35) referto | Polonia | Palacio de los Deportes |

| Città del Messico 19 ottobre 1968, ore 17:00 | Cuba | 68 – 84 (37-47) referto | Brasile | Palacio de los Deportes |

| Città del Messico 19 ottobre 1968, ore 21:30 | Unione Sovietica | 82 – 62 (42-25) referto | Messico | Palacio de los Deportes |

7ª giornata
| Città del Messico 20 ottobre 1968, ore 10:30 | Marocco | 53 – 89 (22-48) referto | Cuba | Palacio de los Deportes |

| Città del Messico 20 ottobre 1968, ore 12:00 | Bulgaria | 64 – 60 (32-33) referto | Corea del Sud | Palacio de los Deportes |

| Città del Messico 20 ottobre 1968, ore 18:30 | Messico | 68 – 63 (40-28) referto | Polonia | Palacio de los Deportes |

| Città del Messico 20 ottobre 1968, ore 21:30 | Unione Sovietica | 76 – 65 (39-38) referto | Brasile | Palacio de los Deportes |

### Fase finale

#### Piazzamenti 13º-16º posto
|  | Spareggi      | Spareggi      | Spareggi  |           |               | Finale 13º-14º posto | Finale 13º-14º posto | Finale 13º-14º posto |  |
|  |               |               |           |           |               |                      |                      |                      |  |
|  | Senegal       | Senegal       | 59        |           |               |                      |                      |                      |  |
|  | Senegal       | Senegal       | 59        |           |               |                      |                      |                      |  |
|  | Corea del Sud | Corea del Sud | 76        |           |               |                      |                      |                      |  |
|  | Corea del Sud | Corea del Sud | 76        |           | Corea del Sud | Corea del Sud        | 63                   |                      |  |
|  |               |               |           |           | Corea del Sud | Corea del Sud        | 63                   |                      |  |
|  |               |               | Filippine | Filippine | 66            |                      |                      |                      |  |
|  | Marocco       | Marocco       | Filippine | Filippine | 66            | 57                   |                      |                      |  |
|  | Marocco       | Marocco       |           |           |               | 57                   |                      |                      |  |
|  | Filippine     | Filippine     | 86        |           |               | Finale 15º-16º posto | Finale 15º-16º posto | Finale 15º-16º posto |  |
|  | Filippine     | Filippine     | 86        |           |               |                      |                      |                      |  |
|  |               |               |           |           |               |                      |                      |                      |  |
|  |               |               |           |           |               | Senegal              | Senegal              | 42                   |  |
|  |               |               |           |           |               | Senegal              | Senegal              | 42                   |  |
|  |               |               |           |           |               | Marocco              | Marocco              | 38                   |  |

| Città del Messico 22 ottobre 1968, ore 9:00 | Senegal                    | 59 – 76 (28-37) referto | Corea del Sud | Palacio de los Deportes\| Arbitri: \| Ervin Kassai Hélio Louzada \| |
| Arbitri:                                    | Ervin Kassai Hélio Louzada |                         |               |                                                                     |

| Città del Messico 22 ottobre 1968, ore 10:30 | Marocco                       | 57 – 86 (26-36) referto | Filippine | Palacio de los Deportes\| Arbitri: \| Ryoichi Kanaka Mario Quintero \| |
| Arbitri:                                     | Ryoichi Kanaka Mario Quintero |                         |           |                                                                        |

| Città del Messico 23 ottobre 1968, ore 17:00 | Senegal                            | 42 – 38 (24-18) referto | Marocco | Palacio de los Deportes\| Arbitri: \| Anatolij Kokorev Martín Ramos Vera \| |
| Arbitri:                                     | Anatolij Kokorev Martín Ramos Vera |                         |         |                                                                             |

| Città del Messico 23 ottobre 1968, ore 18:30 | Corea del Sud                 | 63 – 66 (34-31) referto | Filippine | Palacio de los Deportes\| Arbitri: \| Arnulfo Zaldívar Wayne Lichty \| |
| Arbitri:                                     | Arnulfo Zaldívar Wayne Lichty |                         |           |                                                                        |

#### Piazzamenti 9º-12º posto
|  | Spareggi   | Spareggi   | Spareggi   |            |          | Finale 9º-10º posto  | Finale 9º-10º posto  | Finale 9º-10º posto  |  |
|  |            |            |            |            |          |                      |                      |                      |  |
|  | Bulgaria   | Bulgaria   | 83         |            |          |                      |                      |                      |  |
|  | Bulgaria   | Bulgaria   | 83         |            |          |                      |                      |                      |  |
|  | Panama     | Panama     | 79         |            |          |                      |                      |                      |  |
|  | Panama     | Panama     | 79         |            | Bulgaria | Bulgaria             | 57                   |                      |  |
|  |            |            |            |            | Bulgaria | Bulgaria             | 57                   |                      |  |
|  |            |            | Porto Rico | Porto Rico | 67       |                      |                      |                      |  |
|  | Porto Rico | Porto Rico | Porto Rico | Porto Rico | 67       | 71                   |                      |                      |  |
|  | Porto Rico | Porto Rico |            |            |          | 71                   |                      |                      |  |
|  | Cuba       | Cuba       | 65         |            |          | Finale 11º-12º posto | Finale 11º-12º posto | Finale 11º-12º posto |  |
|  | Cuba       | Cuba       | 65         |            |          |                      |                      |                      |  |
|  |            |            |            |            |          |                      |                      |                      |  |
|  |            |            |            |            |          | Panama               | Panama               | 88                   |  |
|  |            |            |            |            |          | Panama               | Panama               | 88                   |  |
|  |            |            |            |            |          | Cuba                 | Cuba                 | 91                   |  |

| Città del Messico 22 ottobre 1968, ore 12:00 | Bulgaria                          | 83 – 79 (42-35) referto | Panama | Palacio de los Deportes\| Arbitri: \| Rodolfo Díaz Mercado Elio Luglini \| |
| Arbitri:                                     | Rodolfo Díaz Mercado Elio Luglini |                         |        |                                                                            |

| Città del Messico 22 ottobre 1968, ore 13:30 | Porto Rico                      | 71 – 65 (33-34) referto | Cuba | Palacio de los Deportes\| Arbitri: \| Renato Righetto Theodor Schober \| |
| Arbitri:                                     | Renato Righetto Theodor Schober |                         |      |                                                                          |

| Città del Messico 23 ottobre 1968, ore 20:00 | Panama              | 88 – 91 (43-47) referto | Cuba | Palacio de los Deportes\| Arbitri: \| Al Rae Leslie Gough \| |
| Arbitri:                                     | Al Rae Leslie Gough |                         |      |                                                              |

| Città del Messico 23 ottobre 1968, ore 21:30 | Bulgaria                       | 57 – 67 (31-35) referto | Porto Rico | Palacio de los Deportes\| Arbitri: \| Mario Hopenhaym Ryoichi Kanaka \| |
| Arbitri:                                     | Mario Hopenhaym Ryoichi Kanaka |                         |            |                                                                         |

#### Piazzamenti 5º-8º posto
|  | Spareggi | Spareggi | Spareggi |         |         | Finale 5º-6º posto | Finale 5º-6º posto | Finale 5º-6º posto |  |
|  |          |          |          |         |         |                    |                    |                    |  |
|  | Messico  | Messico  | 73       |         |         |                    |                    |                    |  |
|  | Messico  | Messico  | 73       |         |         |                    |                    |                    |  |
|  | Spagna   | Spagna   | 72       |         |         |                    |                    |                    |  |
|  | Spagna   | Spagna   | 72       |         | Messico | Messico            | 75                 |                    |  |
|  |          |          |          |         | Messico | Messico            | 75                 |                    |  |
|  |          |          | Polonia  | Polonia | 65      |                    |                    |                    |  |
|  | Italia   | Italia   | Polonia  | Polonia | 65      | 52                 |                    |                    |  |
|  | Italia   | Italia   |          |         |         | 52                 |                    |                    |  |
|  | Polonia  | Polonia  | 66       |         |         | Finale 7º-8º posto | Finale 7º-8º posto | Finale 7º-8º posto |  |
|  | Polonia  | Polonia  | 66       |         |         |                    |                    |                    |  |
|  |          |          |          |         |         |                    |                    |                    |  |
|  |          |          |          |         |         | Spagna             | Spagna             | 88                 |  |
|  |          |          |          |         |         | Spagna             | Spagna             | 88                 |  |
|  |          |          |          |         |         | Italia             | Italia             | 72                 |  |

| Città del Messico 22 ottobre 1968, ore 17:00 | Italia                          | 52 – 66 (31-28) referto | Polonia | Palacio de los Deportes\| Arbitri: \| Zigmund Mihalik Obrad Belošević \| |
| Arbitri:                                     | Zigmund Mihalik Obrad Belošević |                         |         |                                                                          |

| Città del Messico 22 ottobre 1968, ore 18:30 | Messico                       | 73 – 72 (31-31) referto | Spagna | Palacio de los Deportes (~ 30.000 spett.)\| Arbitri: \| Wayne Lichty Anatolij Kokorev \| |
| Arbitri:                                     | Wayne Lichty Anatolij Kokorev |                         |        |                                                                                          |

| Città del Messico 25 ottobre 1968, ore 17:00 | Spagna                         | 88 – 72 (40-31) referto | Italia | Palacio de los Deportes (~ 30.000 spett.)\| Arbitri: \| Mario Hopenhaym Ryoichi Kanaka \| |
| Arbitri:                                     | Mario Hopenhaym Ryoichi Kanaka |                         |        |                                                                                           |

| Città del Messico 25 ottobre 1968, ore 18:30 | Messico                 | 75 – 65 (43-23) referto | Polonia | Palacio de los Deportes (~ 30.000 spett.)\| Arbitri: \| Al Rae Anatolij Kokorev \| |
| Arbitri:                                     | Al Rae Anatolij Kokorev |                         |         |                                                                                    |

#### Piazzamenti 1º-4º posto
|  | Spareggi         | Spareggi         | Spareggi   |            |             | Finale 1º-2º posto | Finale 1º-2º posto | Finale 1º-2º posto |  |
|  |                  |                  |            |            |             |                    |                    |                    |  |
|  | Unione Sovietica | Unione Sovietica | 62         |            |             |                    |                    |                    |  |
|  | Unione Sovietica | Unione Sovietica | 62         |            |             |                    |                    |                    |  |
|  | Jugoslavia       | Jugoslavia       | 63         |            |             |                    |                    |                    |  |
|  | Jugoslavia       | Jugoslavia       | 63         |            | Stati Uniti | Stati Uniti        | 65                 |                    |  |
|  |                  |                  |            |            | Stati Uniti | Stati Uniti        | 65                 |                    |  |
|  |                  |                  | Jugoslavia | Jugoslavia | 50          |                    |                    |                    |  |
|  | Stati Uniti      | Stati Uniti      | Jugoslavia | Jugoslavia | 50          | 75                 |                    |                    |  |
|  | Stati Uniti      | Stati Uniti      |            |            |             | 75                 |                    |                    |  |
|  | Brasile          | Brasile          | 63         |            |             | Finale 3º-4º posto | Finale 3º-4º posto | Finale 3º-4º posto |  |
|  | Brasile          | Brasile          | 63         |            |             |                    |                    |                    |  |
|  |                  |                  |            |            |             |                    |                    |                    |  |
|  |                  |                  |            |            |             | Unione Sovietica   | Unione Sovietica   | 70                 |  |
|  |                  |                  |            |            |             | Unione Sovietica   | Unione Sovietica   | 70                 |  |
|  |                  |                  |            |            |             | Brasile            | Brasile            | 53                 |  |

Semifinali
| Città del Messico 22 ottobre 1968, ore 20:00 | Unione Sovietica                  | 62 – 63 (27-31) referto | Jugoslavia | Palacio de los Deportes\| Arbitri: \| Eugenio Ugalde Santiago Fernández \| |
| Arbitri:                                     | Eugenio Ugalde Santiago Fernández |                         |            |                                                                            |

| Città del Messico 22 ottobre 1968, ore 21:30 | Stati Uniti           | 75 – 63 (42-26) referto | Brasile | Palacio de los Deportes\| Arbitri: \| Al Rae Calvin Pacheco \| |
| Arbitri:                                     | Al Rae Calvin Pacheco |                         |         |                                                                |

Finali
- 3º-4º posto

| Città del Messico 25 ottobre 1968, ore 20:00 | Unione Sovietica                | 70 – 53 (25-38) referto | Brasile | Palacio de los Deportes\| Arbitri: \| Zigmund Mihalik Obrad Belošević \| |
| Arbitri:                                     | Zigmund Mihalik Obrad Belošević |                         |         |                                                                          |

- 1º-2º posto

| Arbitri: | Renato Righetto Ervin Kassai |

|                                                                                              |            | |
| Haywood 21 White 14                                                                          | Punti      | 16 Daneu 8 Čermak                                                                                         |
| White, Fowler, Scott, Silliman, Haywood Clawson, Spain, Barrett, Hosket, Saulters, King, Dee | Formazioni | Daneu, Čermak, Korać, Rajković, Skansi Žorga, Maroević, Cvetković, Ražnatović, Ćosić, Šolman n.e.: Plećaš |
| Henry Iba                                                                                    | Allenatori | Ranko Žeravica                                                                                            |

## Classifica finale
| Campione olimpico | Campione olimpico | Campione olimpico |
| --- | ----------------- | --- |
| Stati Uniti4 Clawson, 5 Spain, 6 White, 7 Barrett, 8 Haywood, 9 Scott, 10 Hosket, 11 Fowler, 12 Silliman, 13 Saulters, 14 King, 15 Dee, All. Henry Iba |                   | |
| Argento | Jugoslavia        | Jugoslavia4 Žorga, 5 Korać, 6 Maroević, 7 Rajković, 8 Cvetković, 9 Ražnatović, 10 Daneu, 11 Ćosić, 12 Šolman, 13 Plećaš, 14 Čermak, 15 Skansi, All. Ranko Žeravica                            |
| Bronzo | Unione Sovietica  | Unione Sovietica4 Krikun, 5 Paulauskas, 6 Sak'andelidze, 7 Kapranov, 8 Selichov, 9 Polivoda, 10 Belov, 11 Tomson, 12 Kovalenko, 13 Vol'nov, 14 Lipso, 15 Andreev, All. Aleksandr Gomel'skij   |
| 4. | Brasile           | Brasile4 Sérgio Macarrão, 5 Wlamir, 6 Bira, 7 Celso Scarpini, 8 Hélio Rubens, 9 Rosa Branca, 10 Joy, 11 Menon, 12 Sucar, 13 Edvar Simões, 14 Zé Geraldo, 15 Mosquito, All. Renato Brito Cunha |
| 5. | Messico           | Messico4 Heredia, 5 Guerrero, 6 Tiscareño, 7 Arellano, 8 Ayala, 9 Asiáin, 10 Grajeda, 11 Guzmán, 12 Quintanar, 13 Pontvianne, 14 Hatch, 15 Raga, All. Lester Lane                             |
| 6. | Polonia           | Polonia4 Korcz, 5 Trams, 6 Malec, 7 Cegielski, 8 Kasprzak, 9 Jurkiewicz, 10 Niemiec, 11 Likszo, 12 Łopatka, 13 Frelkiewicz, 14 Kwiatkowski, 15 Pasiorowski, All. Witold Zagórski              |
| 7. | Spagna            | Spagna4 Martínez Arroyo, 5 Ramos, 6 Santiago, 7 Codina, 8 Margall, 9 Nava, 10 Rodríguez, 11 Luyk, 12 Sagi-Vela, 13 Buscató, 14 Alocén, 15 Martínez, All. Antonio Díaz-Miguel                  |
| 8. | Italia            | Italia4 Recalcati, 5 Pellanera, 6 Lombardi, 7 Bovone, 8 Masini, 9 Vittori, 10 Vianello, 11 Gatti, 12 Flaborea, 13 Bufalini, 14 Cosmelli, 15 Jessi, All. Nello Paratore                        |
| 9. | Porto Rico        | Porto Rico4 McCadney, 5 Hatton, 6 Porrata, 7 Cancel, 8 Adorno, 9 Zamot, 10 Dalmau, 11 Frontera, 12 Córdova, 13 Cruz, 14 Gutiérrez, 15 Ortiz, All. Lou Rossini                                 |
| 10. | Bulgaria          | Bulgaria4 Mihajlov, 5 Bojadžiev, 6 Pandov, 7 Dojčinov, 8 Spasov, 9 Filipov, 10 Dimov, 11 Kirov, 12 Sahanikov, 13 Brănzov, 14 Rajčev, 15 Hristov, All. Kiril Hajtov                            |
| 11. | Cuba              | Cuba4 Cuesta, 5 Herrera, 6 González, 7 Chappé, 8 Montalvo, 9 Cañizares, 10 Pérez, 11 Calderón, 12 Valdés, 13 García, 14 del Pozo, 15 Standard, All. Stepas Butautas                           |
| 12. | Panama            | Panama4 Checa, 5 Osorio, 6 Blades, 7 Malcom, 8 Alvarado, 9 Agard, 10 Reyes, 11 Peralta, 12 Webb, 13 Murrell, 14 Rivas, 15 Ellis, All. Eugenio Luzcando                                        |
| 13. | Filippine         | Filippine4 Reynoso, 5 Mariano, 6 Tolentino, 7 Reyes, 8 Ocampo, 9 Bauzón, 10 Rojas, 11 Melencio, 12 Florencio, 13 Papa, 14 Márquez, 15 Jaworski, All. Carlos Loyzaga                           |
| 14. | Corea del Sud     | Corea del Sud4 Ha, 5 Lee B., 6 Gwak, 7 Sin, 8 Yu, 9 Kim M., 10 Park, 11 Choe, 12 Kim I., 13 Kim Y., 14 Lee I., 15 Lee G., All. Lee Gyeong-jae                                                 |
| 15. | Senegal           | Senegal4 Fall, 5 P. Diop, 6 N'Diaye, 7 Camara, 8 Dia, 9 Traoré, 10 Seck, 11 Diagne, 12 Sadio, 13 Constantino, 14 Sène, 15 Guèye, All. Alioune Diop                                            |
| 16. | Marocco           | Marocco4 Mimun, 5 Laghrissi, 6 Alaoui, 7 Sayed, 8 Bouazzaoui, 9 Belgnaoui, 10 el-Yamani, 11 Cherradi, 12 Riadh, 13 Allal, 14 Sebbar, 15 Diouri, All. Barnard Ladjadj                          |